# 어학
어학(語學)은 모국어 이외의 언어를 연구하는 학문이다. 언어학을 가리키기도 하지만, 어학은 어디까지나 실용을 목적으로 하며, 언어학은 어디까지나 언어 자체의 해명을 목적으로 한다.

## 같이 보기
- 외국어(제2언어)